# Abies firma
L'abete giapponese (Abies firma Siebold & Zucc., 1842) è un albero della famiglia delle Pinaceae endemico del Giappone.

## Etimologia
Il nome generico Abies, utilizzato già dai latini, potrebbe, secondo un'interpretazione etimologica, derivare dalla parola greca ἄβιος = longevo. Il nome specifico firma deriva dal latino firmus= fermo, stabile, e fa riferimento alla rigidità delle foglie aghiformi.

## Descrizione

### Portamento
L'abete giapponese ha un portamento conico, con la cima che diventa piatta negli esemplari anziani; raggiunge i 50 m di altezza, con tronco fino a 2 m di diametro. I rami secondari sono di color dal verde-giallastro fino al grigio-marrone, glabri o ricoperti di fine peluria nera.

### Foglie
Sono lunghe 1,5–3,5 cm, aghiformi, di colore verde brillante sulla faccia superiore, giallo chiaro in quella inferiore; presentano apice ottuso, emarginato o dentellato. Si dispongono a pettine lungo i rami, quelle più giovani spesso bifide.

### Fiori
Gli strobili maschili, di color giallastro, sono cilindrici, solitari e pendenti, lunghi 2,5–3 cm.

### Frutti
Sono coni femminili ovoidali-oblunghi o conici, inizialmente verdi con brattee giallastre, poi giallo-marroni a maturazione, lunghi 8–15 cm e larghi 3–5 cm, resinosi con punta arrotondata. Possiedono squame lisce o striate longitudinalmente, di 2-2,5 cm. I semi sono di color marrone chiaro, lunghi 6–8 mm, con ala di 10–15 mm, anch'essa marrone.

### Corteccia
Di colore grigio-bruno, è liscia sulle piante giovani con fessure resinose, e diviene rugosa e tendente a spaccarsi in placche scure con l'avanzare dell'età.

## Distribuzione e habitat
Si ritrova in ambienti collinari e montani del Giappone centrale e meridionale (Honshū, Kyūshū, Shikoku e Yakushima), a quote comprese tra i 50 e i 1.900 m (più comunemente tra i 300 e i 1000 m), su suoli vulcanici o alluvionali; il clima di riferimento è umido e fresco nella parte settentrionale dell'areale, caldo temperato in quella meridionale, con precipitazioni annue che superano i 1.000 mm. I boschi puri sono rari, comuni invece le formazioni miste con Fagus crenata, Fagus japonica, Castanea crenata, Carpinus laxifolia, Tsuga sieboldii, Pinus parviflora, Pinus densiflora, Pseudotsuga japonica, Abies homolepis, Cryptomeria japonica, Sciadopitys verticillata, Chamaecyparis obtusa,  Torreya nucifera e Picea jezoensis hondoensis.

## Tassonomia

### Sinonimi
Sono stati riportati i seguenti sinonimi:
- Abies bifida Siebold & Zucc.
- Abies momi Siebold
- Abies thunbergii Lindl.
- Picea firma (Siebold & Zucc.) Sieber ex Gordon
- Picea thunbergii (Lindl.) Koehne
- Picea webbiana Gordon
- Pinus bifida (Siebold & Zucc.) Antoine
- Pinus firma (Siebold & Zucc.) Antoine
- Pinus momi (Siebold) Voss

## Usi
Il suo legno leggero e facilmente lavorabile, seppur necessitante di trattamenti per la tendenza a incurvarsi, viene utilizzato in carpenteria, nelle pavimentazioni, in falegnameria, ma in gran parte nell'industria cartaria. In Giappone è molto utilizzato per rimboschimenti, mentre altrove viene coltivato come pianta ornamentale in orti e giardini botanici.

## Conservazione
Nonostante si sia registrata una riduzione della popolazione nelle ultime 2-3 generazioni (con una stima di un'ulteriore perdita del 5-10 % nei prossimi 100 anni), a causa del degrado delle parti di areale più contigui alle grandi conurbazioni urbane, la sopravvivenza della specie non è in pericolo a causa della sua presenza molto comune nell'areale di riferimento; viene classificata pertanto come specie a rischio minimo (least concern in inglese) nella Lista rossa IUCN.

## Galleria d'immagini

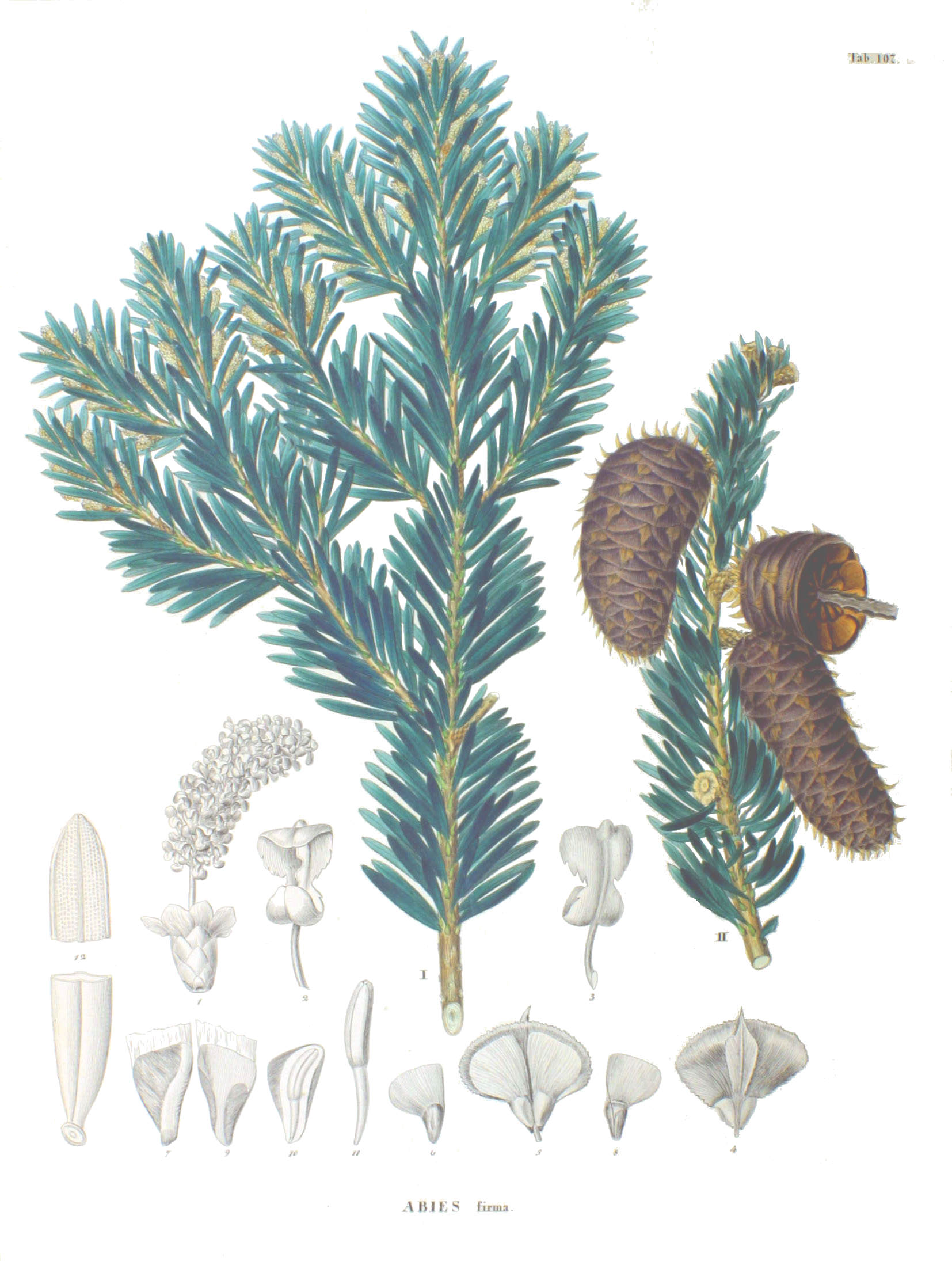
Illustrazione
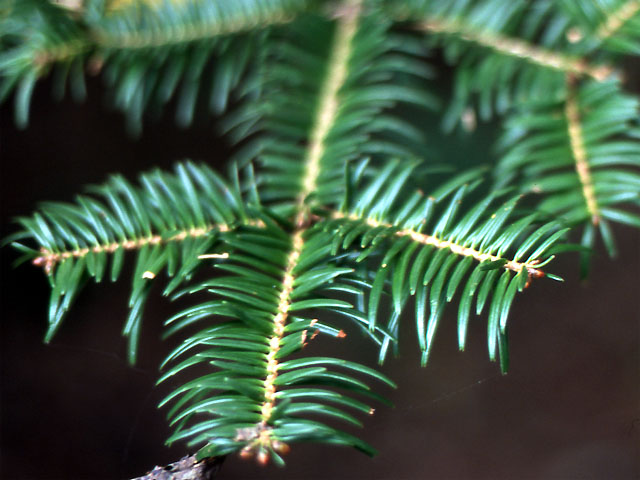
Aghi
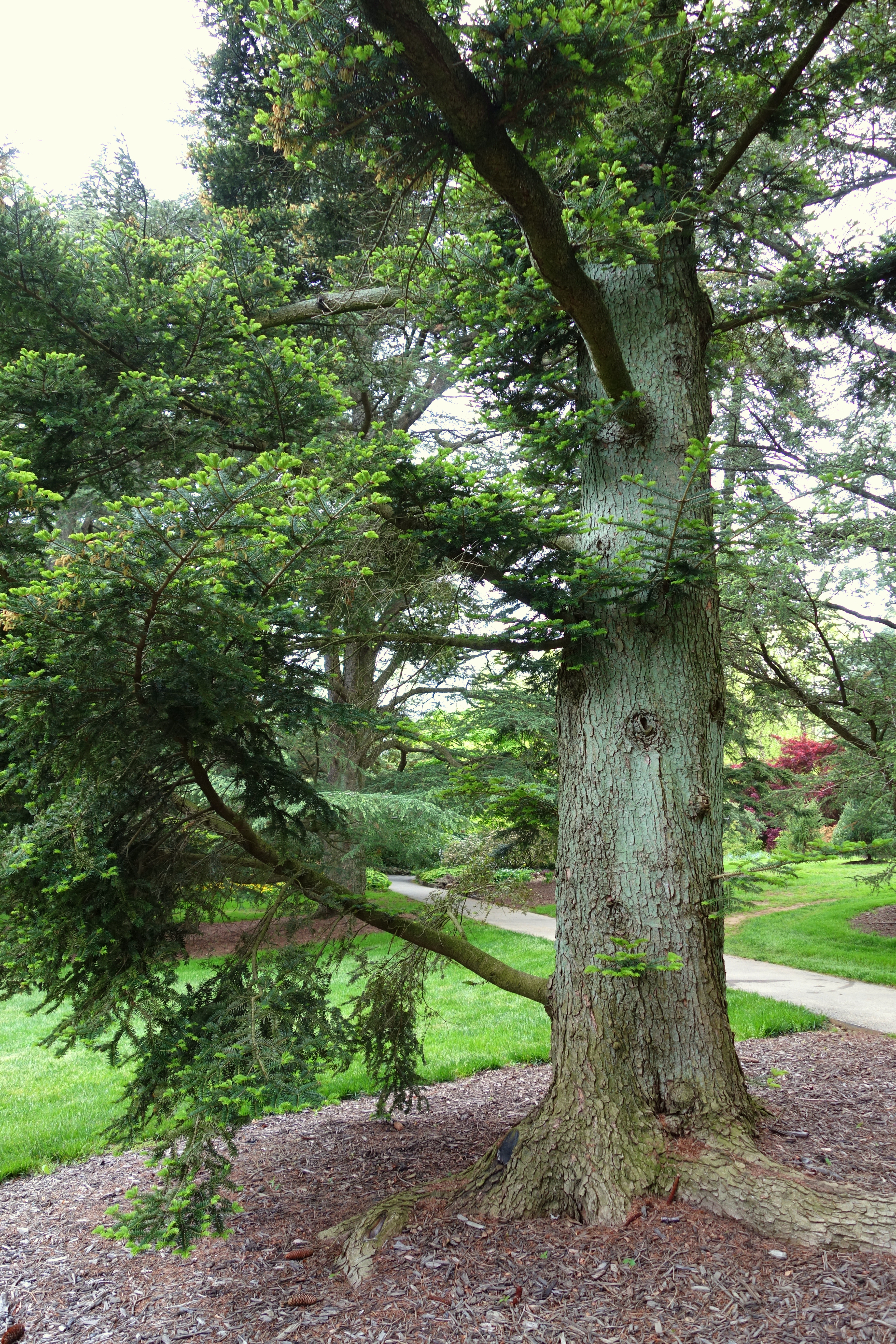
Esemplare maturo
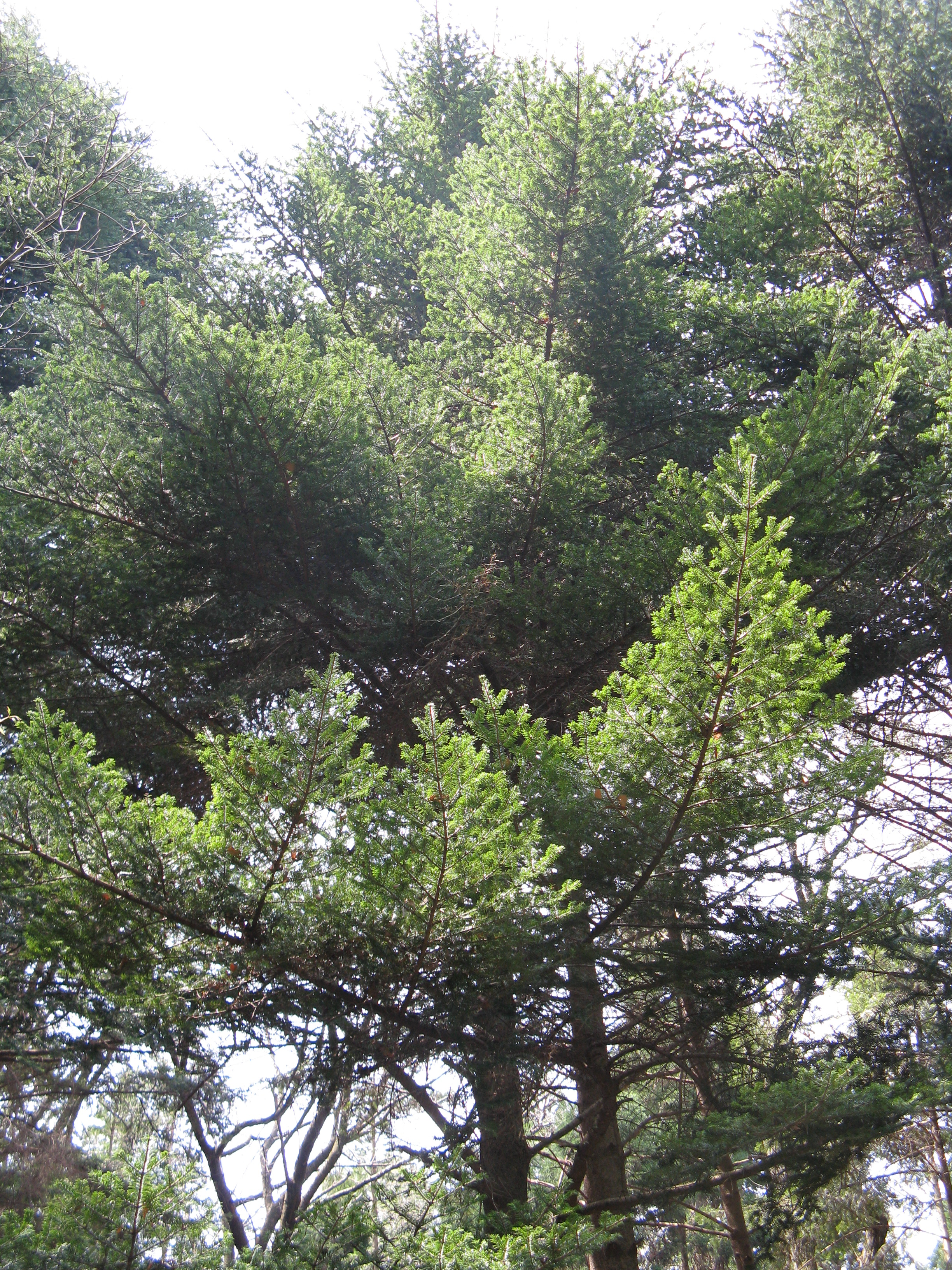
Rami
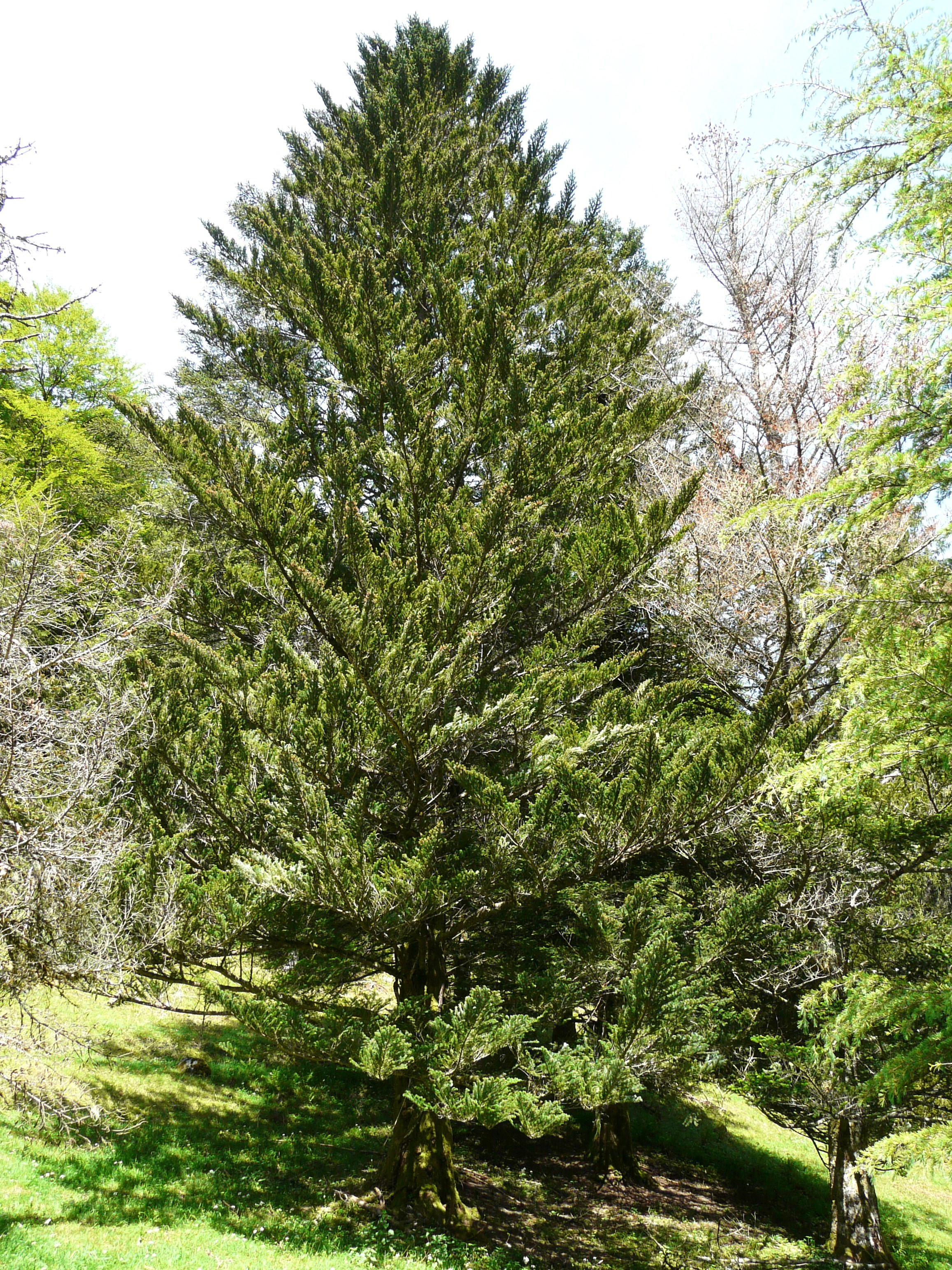
Giovane abete giapponese
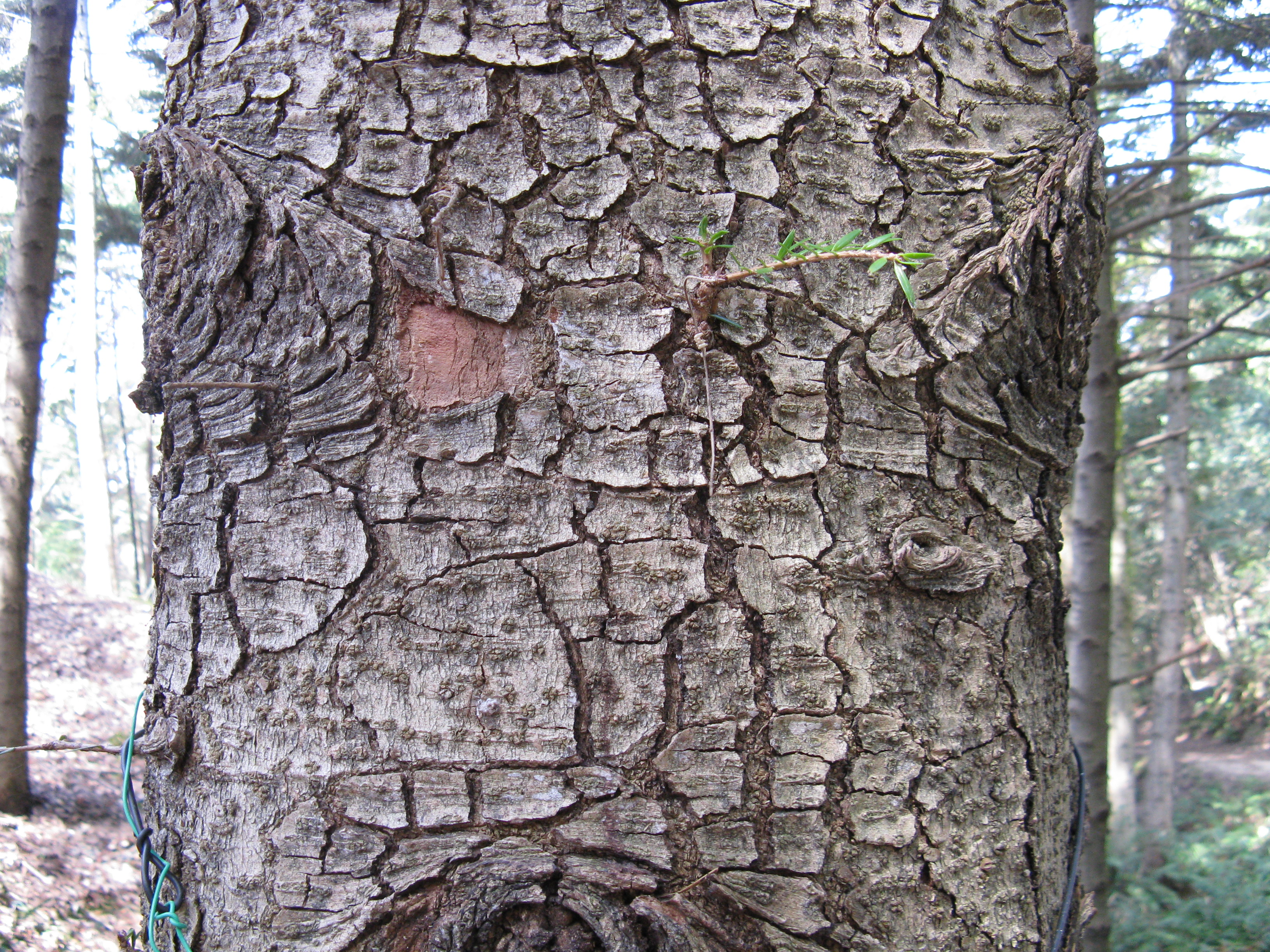
Dettaglio della corteccia
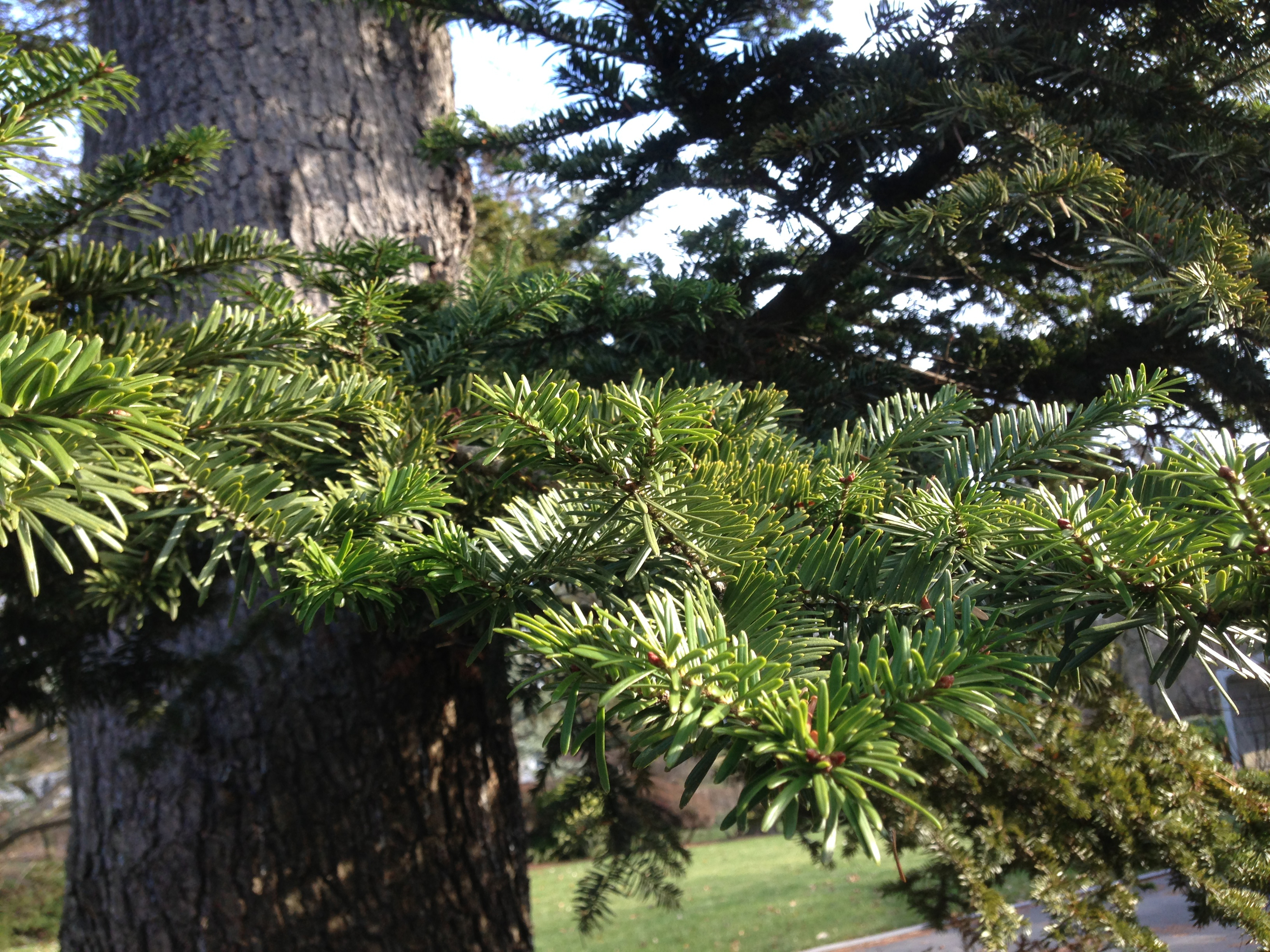
Dettaglio di ramo
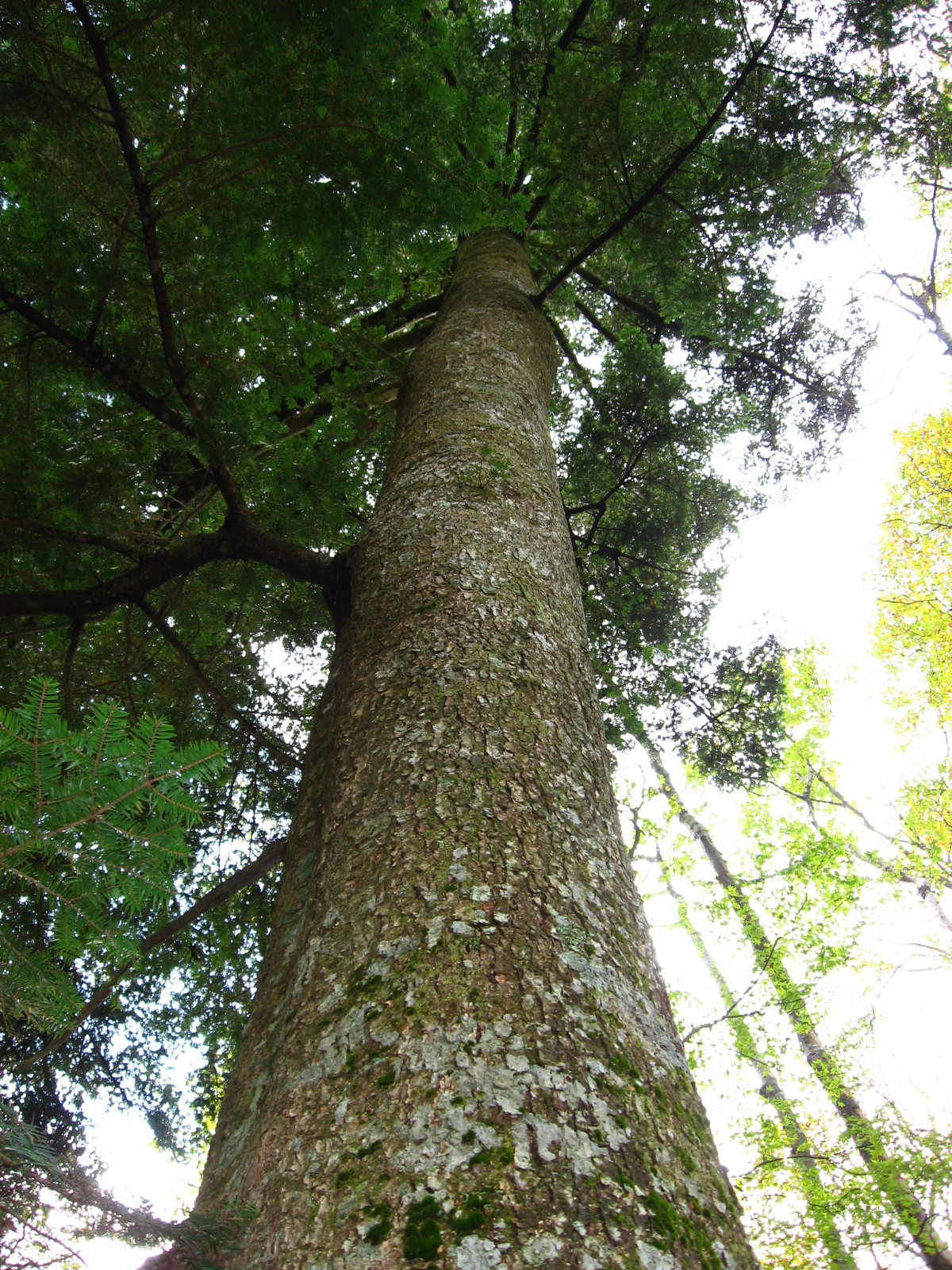
Fusto